# Jordanes
Jordanes (? – po roce 552?) byl byzantský byrokrat a historik, patrně ostrogótského původu. Je autorem díla Romana věnujícímu se dějinám Říma a také známějšího díla De origine actibusque Getarum (známého též jako Getica), které spolu s dílem Historia Gothorum Isidora ze Sevilly je jedním z pouhých dvou dochovaných starověkých děl zabývajících se ranou historií germánského kmene Gótů.
O jeho životě se dochovalo málo informací. Působil jako sekretář (notarius) v římské provincii Moesie. Někdy je také uváděn jako notář na vysoké úrovni či tajemník v Scythia Minor (dnes jihovýchodní Rumunsko a severovýchodní Bulharsko). Ovládal latinu a nejspíše také řečtinu. Geticu sepsal v Konstantinopoli kolem roku 551. Původně se mělo jednat o pouhé shrnutí vícesvazkového díla sepsaného Cassiodorem, které měl k dispozici a které se do dnešních dnů nedochovalo. Jordanes byl k práci vybrán kvůli svému zájmu o historii a z vyjádření v jeho díle se usuzuje, že i kvůli jeho ostrogótského původu. Jordanes nakonec Geticu vypracoval i z jiných zdrojů a v některých ohledech přesáhl rámec pouhého výtahu.
Getica byla předmětem kritiky mnoha moderních historiků, především kvůli tomu, že Jordanes podle vlastního úvodu měl pouze tři dny na to, aby si přečetl Cassiodorovy spisy, proto se dá předpokládat, že se při psaní díla Getica musel spoléhat také na své vlastní znalosti. Jiní spisovatelé, jako například Prokopios z Kaisareie napsal dílo, které popisovalo pozdější dějiny Gótů.